# Mestaruussarja 1955
La Mestaruussarja 1955 fu la quarantaseiesima edizione della massima serie del campionato finlandese di calcio, la venticinquesima come Mestaruussarja. Il campionato, con il formato a girone unico e composto da dieci squadre, venne vinto dal KIF.

## Squadre partecipanti
| Club          | Città       | Stagione 1954                      |
| ------------- | ----------- | ---------------------------------- |
| Haka          | Valkeakoski | 8º posto in Mestaruussarja         |
| HJK           | Helsinki    | 3º posto in Mestaruussarja         |
| KIF           | Helsinki    | 7º posto in Mestaruussarja         |
| KoRe          | Kotka       | 1º posto in Suomensarja Itälohko   |
| KTP           | Kotka       | 6º posto in Mestaruussarja         |
| KuPS          | Kuopio      | 2º posto in Mestaruussarja         |
| Pyrkivä Turku | Turku       | Campione di Finlandia              |
| TuTo          | Turku       | 5º posto in Mestaruussarja         |
| VPS           | Vaasa       | 1º posto in Suomensarja Länsilohko |
| VIFK          | Vaasa       | 4º posto in Mestaruussarja         |

## Classifica finale
|  | Pos. | Squadra       | Pt | G  | V  | N | P  | GF | GS | DR  |
|  | ---- | ------------- | -- | -- | -- | - | -- | -- | -- | --- |
|  | 1.   | KIF           | 25 | 18 | 9  | 7 | 2  | 36 | 19 | +17 |
|  | 2.   | Haka          | 23 | 18 | 10 | 3 | 5  | 41 | 27 | +14 |
|  | 3.   | VIFK          | 21 | 18 | 7  | 7 | 4  | 38 | 22 | +16 |
|  | 4.   | KuPS          | 20 | 18 | 7  | 6 | 5  | 38 | 21 | +17 |
|  | 5.   | VPS           | 19 | 18 | 7  | 5 | 6  | 28 | 24 | +4  |
|  | 6.   | KTP           | 17 | 18 | 5  | 7 | 6  | 32 | 24 | +8  |
|  | 7.   | Pyrkivä Turku | 17 | 18 | 7  | 3 | 8  | 27 | 37 | -10 |
|  | 8.   | HJK           | 15 | 18 | 5  | 5 | 8  | 35 | 35 | 0   |
|  | 9.   | TuTo          | 15 | 18 | 6  | 3 | 9  | 26 | 36 | -10 |
|  | 10.  | KoRe          | 8  | 18 | 3  | 2 | 13 | 23 | 79 | -56 |

Legenda:
      Campione di Finlandia
      Retrocesse in Suomensarja
Note:
Due punti a vittoria, uno a pareggio, zero a sconfitta.

## Spareggio
|     | Risultati |      | Luogo e data           |
| --- | --------- | ---- | ---------------------- |
| HJK | 1-0       | TuTo | Lahti, 23 ottobre 1955 |
|     |           |      |                        |